# Ел Гаркер
Альберт "Ел" Гаркер (англ. Albert "Al" Harker, 11 квітня 1910, Філадельфія — 3 квітня 2006, Камп-Гілл) — американський футболіст, що грав на позиції захисника, зокрема, за клуби «Корінтіанс» та «Філадельфія Герман-Американс».

## Ігрова кар'єра
Народився 11 квітня 1910 року в місті Філадельфія. 
У футболі дебютував 1929 року виступами за команду «Корінтіанс», в якій провів один сезон. 
Своєю грою за цю команду привернув увагу представників тренерського штабу клубу «Аппер Дербі», до складу якого приєднався 1930 року. Відіграв за них наступний сезон своєї ігрової кар'єри.
1931 року уклав контракт з клубом «Кенсінгтон Блю Беллс», у складі якого провів наступний рік своєї кар'єри гравця. 
З 1932 року дев'ять сезонів захищав кольори команди «Філадельфія Герман-Американс», де і завершив професійну кар'єру футболіста.
Був присутній в заявці збірної на чемпіонаті світу 1934 року в Італії, але на поле не виходив.
Помер 3 квітня 2006 року на 96-му році життя у місті Камп-Гілл.